# Karl Scheele (Theologe)
Karl Scheele, auch Carl Scheele, (* 31. Mai 1810 in Magdeburg; † 24. März 1871 in Wernigerode) war ein deutscher evangelisch-lutherischer Theologe und Lehrer.

## Leben

### Familie und Ausbildung
Karl Scheele wurde als Sohn des Pastors Friedrich August Scheele geboren. Sein Vater war zunächst Pfarrer an St. Petri in Magdeburg, wurde aber schon 1819 als Oberpfarrer und Superintendent nach Calbe an der Saale versetzt. Seine jüngere Schwester Marie Nathusius wurde eine bedeutende Schriftstellerin.
Scheele besuchte die Klosterschule und später das Domgymnasium in Magdeburg. 1829 begann er ein Theologiestudium an der Halleschen Universität. Zu seinen Professoren gehörte unter anderem August Tholuck, der ihn mit seinen Ideen stark beeinflusste. Seine Studien setzt Scheele 1832 an der Berliner Universität fort, nun bei Friedrich Schleiermacher, dem er auch persönlich nahe stand.

### Beruflicher Werdegang
Nach Beendigung seines Studiums ging Scheele als Lehrer an die Klosterschule zu Magdeburg, da ihm hier mehrere Söhne aus befreundeten Familien zur Pflege anvertraut wurden. Seine Schwester Marie führte ihm den Haushalt und erzog die Pflegekinder. Bereits 1836 erhielt er ein Pfarramt zunächst in Eickendorf und Zens bei Calbe, sechs Jahre später in Schönebeck (Elbe) und 1846 in Eggersdorf. Auf dem Bremer Kirchentag 1852 lernte er Immanuel Friedrich Sander kennen und wurde auf dessen Empfehlung hin noch im selben Jahr auf die vierte Pfarrstelle der lutherischen Gemeinde in Elberfeld gewählt. Schon 1855 wechselte er jedoch an die Pfarrstelle an der Kirche in Glaucha bei Halle.
Aber schon ein Jahr später berief ihn der preußische Kultusminister Karl Otto von Raumer nach Magdeburg. Der Minister hatte die Absicht, junge Theologen für das höhere Schulamt an den Gymnasien vorzubereiten, damit sie dann die Lehrerstellen übernehmen könnten. Dazu sollte eine Anstalt gegründet werden, die mit dem kirchlich gestifteten Gymnasium zum Kloster Unserer lieben Frauen in Magdeburg kooperieren sollte. Der Direktor dieser Einrichtung sollte zugleich Seelsorger des Gymnasiums sein und als Religionslehrer unterrichten. In diese Stelle wurde nun Scheele mit dem Titel und Rang eines Professors berufen.
Der hohen Arbeitsbelastung war Scheele auf die Dauer nicht gewachsen. Von Jahr zu Jahr verschlechterte sich sein Gesundheitszustand. Auch in seiner kirchlichen Stellung, Scheele gehörte zu den überzeugendsten Vertretern der konfessionell-lutherischen Richtung, fand er bei Raumers Nachfolgern im Kultusministerium nicht das gewünschte Verständnis. Er trat 1864 in den Ruhestand und siedelte nach Wernigerode über, wo er in den folgenden Jahren noch zahlreiche Schriften verfasste.
Karl Scheele starb am 24. März 1871, im Alter von 60 Jahren, in Wernigerode.

### Schrifttum
Von seinen theologischen Werken sind besonders hervorzuheben der 1864 veröffentlichte Titel Der gebildete Theologe eine kulturgeschichtliche Betrachtung und Die trunkene Wissenschaft und ihr Erbe an die evangelische Kirche von 1867 sowie Der kirchliche Beruf Preußens für Deutschland und sein neues Unionsprinzip nach Dr. Dorner von 1868.
Bereits 1852 erschien sein Vortrag Die Kirchenzucht der evangelischen Kirche und 1857 seine Abhandlung über Plato und Johann Arnd. 1861 veröffentlichte er einen kleinen Band mit Gedichten unter dem Titel Nach Hause.

## Veröffentlichungen (Auswahl)
- Für und wider Preußen. Eine Bitte um Frieden als Antwort auf hannoversche Stimmen. Berlin 1869.
- Der kirchliche Beruf Preußens für Deutschland und sein neues Unionsprinzip nach D. Dorner. Berlin 1868.
- Die trunkene Wissenschaft und ihr Erbe an die Evangelische Kirche. Ein Beitrag zur Beurtheilung der neueren Theologie. Berlin 1867.
- Der Gebildete Theologe. Eine kulturgeschichtliche Betrachtung. Magdeburg 1864.
- Plato und Johann Arnd. Ein Vortrag gehalten 1857. Berlin 1857.
- Die Apocryphen und die Wupperthaler Bibelgesellschaft. Barmen 1855.
- Das Hausrecht in der evangelischen Kirche. Falckenberg 1847.
- Held Luther. Ein Lied zur Erinnerung an dem 18. Februar in Wittenberg. Magdeburg 1846.